# Cleospira
Cleospira é um gênero de gastrópodes pertencente a família Pseudomelatomidae.

## Species
- Cleospira ochsneri (Hertlein & A. M. Strong, 1949)

Espécies trazidas para a sinonímia
- Cleospira bicolor (Sowerby I, 1834): sinônimo de Cleospira ochsneri (Hertlein & A. M. Strong, 1949)